# Leon Best
Leon Julian Brendan Best (ur. 19 września 1986 w Nottingham) – irlandzki piłkarz angielskiego pochodzenia, który występował na pozycji napastnika. W latach 2009–2010 reprezentant Irlandii.
W swojej karierze występował m.in. w takich klubach jak: Newcastle United, Brighton & Hove, Coventry City czy Southampton.

## Kariera klubowa
Best zawodową karierę rozpoczynał w 2004 roku w angielskim Southamptonie z Premier League. W tych rozgrywkach zadebiutował 19 września 2004 roku w przegranym 1:2 pojedynku z Newcastle United. Od grudnia 2004 do stycznia 2005 przebywał na wypożyczeniu w Queens Park Rangers z Championship. Potem wrócił do Southamptonu, z którym w 2005 roku spadł do Championship. W sezonie 2005/2006 był stamtąd dwukrotnie wypożyczony do Sheffield Wednesday, także grającego w Championship. Z kolei w sezonie 2006/2007 był wypożyczany do ekip Bournemouth oraz Yeovil Town z League One.
W 2007 roku Best odszedł do Coventry City z Championship. Pierwszy ligowy mecz zaliczył tam 11 sierpnia 2007 roku przeciwko Barnsley (4:1). Przez 3 lata w barwach Coventry rozegrał 92 spotkania i zdobył 19 bramek.
Na początku 2010 roku Best przeszedł do Newcastle United, również występującego w Championship. Zadebiutował tam 5 lutego 2010 roku w wygranym 5:1 pojedynku z Cardiff City. W tym samym roku awansował z zespołem do Premier League. 5 stycznia 2011 roku w wygranym 5:0 spotkaniu z West Hamem strzelił 3 gole, które były jednocześnie jego pierwszymi w Premier League.
2 lipca 2012 roku podpisał czteroletni kontrakt z Blackburn Rovers. Następnie grał w Sheffield Wednesday, Derby County, Brighton & Hove i Rotherham United. W 2016 trafił do Ipswich Town.

## Kariera reprezentacyjna
Best urodził się w Anglii, ale ponieważ jego matka pochodzi z Irlandii, Leon został uprawniony do gry w reprezentacji Irlandii. W 2008 roku wystąpił w niej na szczeblu U-21. W pierwszej reprezentacji Irlandii zadebiutował 29 maja 2009 roku w zremisowanym 1:1 towarzyskim meczu z Nigerią.